# Phase finale de la Ligue Europa 2009-2010
Cet article présente les résultats détaillés de la phase finale de l'édition 2009-2010 de la Ligue Europa.
La phase finale recouvre toute la compétition à élimination directe, des seizièmes de finale à la finale. Elle se déroule de la mi-février à la mi-mai 2010.

## Qualification
Participent à la phase finale
- les douze vainqueurs de groupe de Ligue Europa ;
- les douze deuxièmes de groupes de Ligue Europa ;
- les huit troisièmes de groupe repêchés de la Ligue des Champions.

## Détermination des rencontres
Les rencontres sont toutes décidées par un tirage au sort, qui est totalement ouvert à l'exception de celui des seizièmes de finale.
Le tirage au sort des seizièmes de finale se déroule le même jour que celui des huitièmes, à savoir le 18 décembre 2009, au lendemain de la fin de la phase de groupe. Le tirage des quarts de finale et des demi-finales se déroule le 19 mars 2009, au lendemain des huitièmes de finale.

### Tirage au sort des seizièmes de finale
| Rang | Équipe                     | Pts | J | G | N | P | Bp | Bc | Diff |
| ---- | -------------------------- | --- | - | - | - | - | -- | -- | ---- |
| 1    | Unirea Urziceni (G)        | 8   | 6 | 2 | 2 | 2 | 8  | 8  | 0    |
| 2    | Juventus (A)               | 8   | 6 | 2 | 2 | 2 | 4  | 7  | -3   |
| 3    | VfL Wolfsburg (B)          | 7   | 6 | 2 | 1 | 3 | 9  | 8  | +1   |
| 4    | Olympique de Marseille (C) | 7   | 6 | 2 | 1 | 3 | 10 | 10 | 0    |
| 5    | Liverpool (E)              | 7   | 6 | 2 | 1 | 3 | 5  | 7  | -2   |
| 6    | Roubine Kazan (F)          | 6   | 6 | 1 | 3 | 2 | 4  | 7  | -3   |
| 7    | Standard de Liège (H)      | 5   | 6 | 1 | 2 | 3 | 7  | 9  | -2   |
| 8    | Atlético Madrid (D)        | 3   | 6 | 0 | 3 | 3 | 3  | 12 | -9   |

Le tirage est réalisé de manière que les équipes d'une même association ou d'un même groupe du tirage au sort ne puissent se rencontrer. De même, les têtes de série doivent affronter des non-têtes de série et les recevoir lors du match retour, la liste des participants étant divisée en têtes de série et non-têtes de série selon
- qu'une équipe provenant de la phase de groupe de Ligue Europa ait terminé première ou deuxième de son groupe ;
- qu'une équipe provenant de la phase de groupe de Ligue des Champions fasse partie des quatre meilleurs au classement des troisièmes (cf tableau ci-contre).

Par conséquent, ces trente-deux équipes participent à la phase finale.
| Participent à la phase finale (32) | Participent à la phase finale (32)  | Participent à la phase finale (32) |
|                                    | Têtes de série                      | Non-têtes de série                 |
| Groupe                             | Vainqueur de groupe de Ligue Europa | Deuxième de groupe de Ligue Europa |
| ---------------------------------- | ----------------------------------- | ---------------------------------- |
| A                                  | RSC Anderlecht                      | Ajax Amsterdam                     |
| B                                  | Valence CF                          | Lille OSC                          |
| C                                  | Hapoël Tel-Aviv                     | Hambourg SV                        |
| D                                  | Sporting Portugal                   | Hertha Berlin                      |
| E                                  | AS Rome                             | Fulham                             |
| F                                  | Galatasaray                         | Panathinaïkos                      |
| G                                  | Red Bull Salzbourg                  | Villarreal CF                      |
| H                                  | Fenerbahçe                          | FC Twente                          |
| I                                  | Benfica Lisbonne                    | Everton                            |
| J                                  | Shakhtar Donetsk                    | Club Bruges                        |
| K                                  | PSV Eindhoven                       | FC Copenhague                      |
| L                                  | Werder Brême                        | Athletic Bilbao                    |
|                                    | Repêché de Ligue des champions      | Repêché de Ligue des champions     |
|                                    | Unirea Urziceni                     | Liverpool                          |
|                                    | Juventus                            | Roubine Kazan                      |
|                                    | VfL Wolfsbourg                      | Standard de Liège                  |
|                                    | Olympique de Marseille              | Atlético Madrid                    |

## Seizièmes de finale
Les rencontres ont eu lieu les 18 et 25 février 2010. Quelques exceptions cependant du fait de conflits de rencontres dans une même ville : Everton (match no 15) reçoit le mardi 16 et Benfica (no 16) le mardi 23.
Détail des rencontres
| 16 février 2010 | Everton                      | 2 – 1   | Sporting Portugal | Goodison Park, Liverpool                       |                                                |
| 18 h 45 HEC     | Pienaar 35e · Distin 49e 86e | (1 – 0) | Veloso            | Spectateurs : 28 131 Arbitrage : Darko Ceferin | Spectateurs : 28 131 Arbitrage : Darko Ceferin |
| 18 h 45 HEC     | Rapport                      |         |                   | Spectateurs : 28 131 Arbitrage : Darko Ceferin | Spectateurs : 28 131 Arbitrage : Darko Ceferin |

| 25 février 2010 | Sporting Portugal                         | 3 – 0   | Everton | Stade José Alvalade XXI, Lisbonne           |                                             |
| 21 h 05 HEC     | Veloso 65e · Mendes 76e · Fernández 90+4e | (0 – 0) |         | Spectateurs : 17 609 Arbitrage : Alon Yefet | Spectateurs : 17 609 Arbitrage : Alon Yefet |
| 21 h 05 HEC     | Rapport                                   |         |         | Spectateurs : 17 609 Arbitrage : Alon Yefet | Spectateurs : 17 609 Arbitrage : Alon Yefet |

| 18 février 2010 | Hertha Berlin         | 1 – 1   | Benfica Lisbonne | Stade olympique de Berlin, Berlin            |                                              |
| 21 h 05 HEC     | Javi García 33e (csc) | (1 – 1) | Di María 4e      | Spectateurs : 13 684 Arbitrage : Terje Hauge | Spectateurs : 13 684 Arbitrage : Terje Hauge |
| 21 h 05 HEC     | Rapport               |         |                  | Spectateurs : 13 684 Arbitrage : Terje Hauge | Spectateurs : 13 684 Arbitrage : Terje Hauge |

| 23 février 2010 | Benfica Lisbonne                              | 4 – 0   | Hertha Berlin | Estádio da Luz, Lisbonne                     |                                              |
| 18 h 00 HEC     | Aimar 25e · Cardozo 48e 62e · Javi Garcia 59e | (1 – 0) |               | Spectateurs : 30 402 Arbitrage : Pieter Vink | Spectateurs : 30 402 Arbitrage : Pieter Vink |
| 18 h 00 HEC     | Rapport                                       |         |               | Spectateurs : 30 402 Arbitrage : Pieter Vink | Spectateurs : 30 402 Arbitrage : Pieter Vink |

| 18 février 2010 | Atletico Madrid | 1 – 1   | Galatasaray | Stade Vicente Calderón, Madrid                         |                                                        |
| 21 h 05 HEC     | Reyes 23e       | (1 – 0) | Keita 77e   | Spectateurs : 30 000 Arbitrage : Aleksei Nikolaev (en) | Spectateurs : 30 000 Arbitrage : Aleksei Nikolaev (en) |
| 21 h 05 HEC     | Rapport         |         |             | Spectateurs : 30 000 Arbitrage : Aleksei Nikolaev (en) | Spectateurs : 30 000 Arbitrage : Aleksei Nikolaev (en) |

| 25 février 2010 | Galatasaray           | 1 – 2   | Atletico Madrid        | Stade olympique Atatürk, Istanbul                |                                                  |
| 18 h 00 HEC     | Keita 66e · Caner 82e | (0 – 0) | Simão 63e · Forlán 90e | Spectateurs : 22 000 Arbitrage : Gianluca Rocchi | Spectateurs : 22 000 Arbitrage : Gianluca Rocchi |
| 18 h 00 HEC     | Rapport               |         |                        | Spectateurs : 22 000 Arbitrage : Gianluca Rocchi | Spectateurs : 22 000 Arbitrage : Gianluca Rocchi |

| 18 février 2010 | Ajax Amsterdam | 1 – 2   | Juventus                          | Amsterdam ArenA, Amsterdam                  |                                             |
| 18 h 00 HEC     | Sulejmani 17e  | (1 – 1) | Amauri 32e 58e · Salihamidžić 92e | Spectateurs : 51 000 Arbitrage : Ivan Bebek | Spectateurs : 51 000 Arbitrage : Ivan Bebek |
| 18 h 00 HEC     | Rapport        |         |                                   | Spectateurs : 51 000 Arbitrage : Ivan Bebek | Spectateurs : 51 000 Arbitrage : Ivan Bebek |

| 25 février 2010 | Juventus | 0 – 0 | Ajax Amsterdam | Stadio Olimpico, Turin                           |                                                  |
| 18 h 00 HEC     |          |       |                | Spectateurs : 16 441 Arbitrage : Laurent Duhamel | Spectateurs : 16 441 Arbitrage : Laurent Duhamel |
| 18 h 00 HEC     | Rapport  |       |                | Spectateurs : 16 441 Arbitrage : Laurent Duhamel | Spectateurs : 16 441 Arbitrage : Laurent Duhamel |

| 18 février 2010 | Club Bruges  | 1 – 0   | Valence CF | Stade Jan Breydel, Bruges                     |                                               |
| 18 h 00 HEC     | Kouemaha 56e | (0 – 0) | Silva 56e  | Spectateurs : 21 657 Arbitrage : Tony Chapron | Spectateurs : 21 657 Arbitrage : Tony Chapron |
| 18 h 00 HEC     | Rapport      |         |            | Spectateurs : 21 657 Arbitrage : Tony Chapron | Spectateurs : 21 657 Arbitrage : Tony Chapron |

| 25 février 2010 | Valence CF                          | 3 – 0 ap | Club Bruges | Estadio de Mestalla, Valence                     |                                                  |
| 18 h 00 HEC     | Mata 1re · Pablo Hernández 96e 117e | (1 – 0)  |             | Spectateurs : 45 000 Arbitrage : Claus Bo Larsen | Spectateurs : 45 000 Arbitrage : Claus Bo Larsen |
| 18 h 00 HEC     | Rapport                             |          |             | Spectateurs : 45 000 Arbitrage : Claus Bo Larsen | Spectateurs : 45 000 Arbitrage : Claus Bo Larsen |

| 18 février 2010 | Roubine Kazan                 | 3 – 0   | Hapoël Tel-Aviv | Stade central, Kazan                           |                                                |
| 18 h 00 HEC     | Boukharov 14e 23e · Semak 69e | (2 – 0) |                 | Spectateurs : 7 000 Arbitrage : William Collum | Spectateurs : 7 000 Arbitrage : William Collum |
| 18 h 00 HEC     | Rapport                       |         |                 | Spectateurs : 7 000 Arbitrage : William Collum | Spectateurs : 7 000 Arbitrage : William Collum |

| 25 février 2010 | Hapoël Tel-Aviv | 0 – 0 | Roubine Kazan | Bloomfield Stadium, Tel-Aviv                    |                                                 |
| 18 h 00 HEC     |                 |       |               | Spectateurs : 12 000 Arbitrage : Pavel Kralovec | Spectateurs : 12 000 Arbitrage : Pavel Kralovec |
| 18 h 00 HEC     | Rapport         |       |               | Spectateurs : 12 000 Arbitrage : Pavel Kralovec | Spectateurs : 12 000 Arbitrage : Pavel Kralovec |

| 18 février 2010 | Villarreal CF                       | 2 – 2   | VfL Wolfsburg | El Madrigal, Vila-real                      |                                             |
| 18 h 00 HEC     | Senna 43e · Marcano 83e · Ruben 85e | (1 – 0) | Grafite 65e   | Spectateurs : 22 000 Arbitrage : Kevin Blom | Spectateurs : 22 000 Arbitrage : Kevin Blom |
| 18 h 00 HEC     | Rapport                             |         |               | Spectateurs : 22 000 Arbitrage : Kevin Blom | Spectateurs : 22 000 Arbitrage : Kevin Blom |

| 25 février 2010 | VfL Wolfsburg                                           | 4 – 1   | Villarreal CF | Volkswagen-Arena, Wolfsbourg                         |                                                      |
| 18 h 00 HEC     | Džeko 10e · Ángel 15e (csc) · Gentner 42e · Grafite 64e | (3 – 1) | Capdevila 30e | Spectateurs : 17 000 Arbitrage : Alexandru Dan Tudor | Spectateurs : 17 000 Arbitrage : Alexandru Dan Tudor |
| 18 h 00 HEC     | Rapport                                                 |         |               | Spectateurs : 17 000 Arbitrage : Alexandru Dan Tudor | Spectateurs : 17 000 Arbitrage : Alexandru Dan Tudor |

| 18 février 2010 | Standard de Liège           | 3 – 2   | Red Bull Salzbourg | Stade de Sclessin, Liège                        |                                                 |
| 18 h 00 HEC     | Witsel 82e · De Camargo 80e | (0 – 2) | Janko 4e 45e       | Spectateurs : 21 000 Arbitrage : Cristian Balaj | Spectateurs : 21 000 Arbitrage : Cristian Balaj |
| 18 h 00 HEC     | Rapport                     |         |                    | Spectateurs : 21 000 Arbitrage : Cristian Balaj | Spectateurs : 21 000 Arbitrage : Cristian Balaj |

| 25 février 2010 | Red Bull Salzbourg | 0 – 0 | Standard de Liège | Stade Wals-Siezenheim, Salzbourg            |                                             |
| 18 h 00 HEC     |                    |       |                   | Spectateurs : 26 500 Arbitrage : Alan Kelly | Spectateurs : 26 500 Arbitrage : Alan Kelly |
| 18 h 00 HEC     | Rapport            |       |                   | Spectateurs : 26 500 Arbitrage : Alan Kelly | Spectateurs : 26 500 Arbitrage : Alan Kelly |

| 18 février 2010 | FC Twente   | 1 – 0   | Werder Brême | De Grolsch Veste, Enschede                        |                                                   |
| 18 h 00 HEC     | Janssen 39e | (1 – 0) |              | Spectateurs : 24 000 Arbitrage : Lucilio Baptista | Spectateurs : 24 000 Arbitrage : Lucilio Baptista |
| 18 h 00 HEC     | Rapport     |         |              | Spectateurs : 24 000 Arbitrage : Lucilio Baptista | Spectateurs : 24 000 Arbitrage : Lucilio Baptista |

| 25 février 2010 | Werder Brême                    | 4 – 1   | FC Twente   | Weserstadion, Brême                                 |                                                     |
| 18 h 00 HEC     | Pizarro 15e 20e 58e · Naldo 27e | (3 – 1) | de Jong 33e | Spectateurs : 20 963 Arbitrage : Kristinn Jakobsson | Spectateurs : 20 963 Arbitrage : Kristinn Jakobsson |
| 18 h 00 HEC     | Rapport                         |         |             | Spectateurs : 20 963 Arbitrage : Kristinn Jakobsson | Spectateurs : 20 963 Arbitrage : Kristinn Jakobsson |

| 18 février 2010 | Lille OSC             | 2 - 1   | Fenerbahçe  | Stadium Nord Lille Métropole, Villeneuve-d'Ascq             |                                                             |
| 19 h 00 HEC     | Balmont 3e · Frau 52e | (1 – 1) | Vederson 5e | Spectateurs : 16 783 Arbitrage : Eduardo Iturralde González | Spectateurs : 16 783 Arbitrage : Eduardo Iturralde González |
| 19 h 00 HEC     | Rapport               |         |             | Spectateurs : 16 783 Arbitrage : Eduardo Iturralde González | Spectateurs : 16 783 Arbitrage : Eduardo Iturralde González |

| 25 février 2010 | Fenerbahçe | 1 – 1   | Lille OSC | Stade Sükrü Saraçoglu, Istanbul                |                                                |
| 21 h 05 HEC     | Emre 35e   | (1 – 0) | Rami 85e  | Spectateurs : 48 000 Arbitrage : Florian Meyer | Spectateurs : 48 000 Arbitrage : Florian Meyer |
| 21 h 05 HEC     | Rapport    |         |           | Spectateurs : 48 000 Arbitrage : Florian Meyer | Spectateurs : 48 000 Arbitrage : Florian Meyer |

| 18 février 2010 | Athletic Bilbao | 1 – 1   | RSC Anderlecht | Stade San Mamés, Bilbao                           |                                                   |
| 18 h 00 HEC     | San José 58e    | (0 - 1) | Biglia 35e     | Spectateurs : 39 000 Arbitrage : Matteo Trefoloni | Spectateurs : 39 000 Arbitrage : Matteo Trefoloni |
| 18 h 00 HEC     | Rapport         |         |                | Spectateurs : 39 000 Arbitrage : Matteo Trefoloni | Spectateurs : 39 000 Arbitrage : Matteo Trefoloni |

| 25 février 2010 | RSC Anderlecht                                           | 4 – 0   | Athletic Bilbao | Stade Constant Vanden Stock, Anderlecht           |                                                   |
| 18 h 00 HEC     | Lukaku 4e · San José 27e (csc) · Juhász 49e · Legear 68e | (2 – 0) |                 | Spectateurs : 24 000 Arbitrage : Thomas Einwaller | Spectateurs : 24 000 Arbitrage : Thomas Einwaller |
| 18 h 00 HEC     | Rapport                                                  |         |                 | Spectateurs : 24 000 Arbitrage : Thomas Einwaller | Spectateurs : 24 000 Arbitrage : Thomas Einwaller |

| 18 février 2010 | FC Copenhague | 1 – 3   | Olympique de Marseille                | Parken Stadium, Copenhague                               |                                                          |
| 18 h 00 HEC     | Grønkjær      | (0 – 0) | Niang 72e · Ben Arfa 84e · Kaboré 90e | Spectateurs : 26 000 Arbitrage : Carlos Velasco Carballo | Spectateurs : 26 000 Arbitrage : Carlos Velasco Carballo |
| 18 h 00 HEC     | Rapport       |         |                                       | Spectateurs : 26 000 Arbitrage : Carlos Velasco Carballo | Spectateurs : 26 000 Arbitrage : Carlos Velasco Carballo |

| 25 février 2010 | Olympique de Marseille      | 3 – 1   | FC Copenhague | Stade Vélodrome, Marseille                    |                                               |
| 18 h 00 HEC     | Ben Arfa 43e · Koné 62e 78e | (1 – 0) | Almeida 86e   | Spectateurs : 27 195 Arbitrage : Cüneyt Çakır | Spectateurs : 27 195 Arbitrage : Cüneyt Çakır |
| 18 h 00 HEC     | Rapport                     |         |               | Spectateurs : 27 195 Arbitrage : Cüneyt Çakır | Spectateurs : 27 195 Arbitrage : Cüneyt Çakır |

| 18 février 2010 | Panathinaïkos                                        | 3 – 2   | AS Rome               | Stade Olympique, Athènes                       |                                                |
| 18 h 00 HEC     | Salpingídis 67e · Christodoulópoulos 84e · Cissé 89e | (0 – 1) | Vučinić 29e · Pizarro | Spectateurs : 54 274 Arbitrage : Damir Skomina | Spectateurs : 54 274 Arbitrage : Damir Skomina |
| 18 h 00 HEC     | Rapport                                              |         |                       | Spectateurs : 54 274 Arbitrage : Damir Skomina | Spectateurs : 54 274 Arbitrage : Damir Skomina |

| 25 février 2010 | AS Rome                  | 2 – 3   | Panathinaïkos                             | Stadio Olimpico, Rome                         |                                               |
| 18 h 00 HEC     | Riise 11e · De Rossi 67e | (1 – 3) | Cissé 45+1e · Nínis 43e · Katsouránis 90e | Spectateurs : 50 000 Arbitrage : Bruno Paixão | Spectateurs : 50 000 Arbitrage : Bruno Paixão |
| 18 h 00 HEC     | Rapport                  |         |                                           | Spectateurs : 50 000 Arbitrage : Bruno Paixão | Spectateurs : 50 000 Arbitrage : Bruno Paixão |

| 18 février 2010 | Fulham               | 2 – 1   | Shakhtar Donetsk | Craven Cottage, Londres                         |                                                 |
| 18 h 00 HEC     | Gera 3e · Zamora 63e | (1 – 1) | Luiz Adriano 32e | Spectateurs : 21 832 Arbitrage : Serge Gumienny | Spectateurs : 21 832 Arbitrage : Serge Gumienny |
| 18 h 00 HEC     | Rapport              |         |                  | Spectateurs : 21 832 Arbitrage : Serge Gumienny | Spectateurs : 21 832 Arbitrage : Serge Gumienny |

| 25 février 2010 | Shakhtar Donetsk | 1 – 1   | Fulham                       | Donbass Arena, Donetsk                             |                                                    |
| 18 h 00 HEC     | Jádson 69e       | (0 – 1) | Hangeland 33e · Murphy 90+4e | Spectateurs : 47 509 Arbitrage : Svein Oddvar Moen | Spectateurs : 47 509 Arbitrage : Svein Oddvar Moen |
| 18 h 00 HEC     | Rapport          |         |                              | Spectateurs : 47 509 Arbitrage : Svein Oddvar Moen | Spectateurs : 47 509 Arbitrage : Svein Oddvar Moen |

| 18 février 2010 | Liverpool | 1 – 0   | Unirea Urziceni | Anfield, Liverpool                              |                                                 |
| 18 h 00 HEC     | N'Gog 81e | (0 – 0) |                 | Spectateurs : 40 450 Arbitrage : Eric Braamhaar | Spectateurs : 40 450 Arbitrage : Eric Braamhaar |
| 18 h 00 HEC     | Rapport   |         |                 | Spectateurs : 40 450 Arbitrage : Eric Braamhaar | Spectateurs : 40 450 Arbitrage : Eric Braamhaar |

| 25 février 2010 | Unirea Urziceni | 1 – 3   | Liverpool                                | Stade Tineretului, Urziceni                         |                                                     |
| 18 h 00 HEC     | Fernandes 19e   | (1 – 2) | Mascherano 30e · Babel 41e · Gerrard 57e | Spectateurs : 25 000 Arbitrage : Stefan Johannesson | Spectateurs : 25 000 Arbitrage : Stefan Johannesson |
| 18 h 00 HEC     | Rapport         |         |                                          | Spectateurs : 25 000 Arbitrage : Stefan Johannesson | Spectateurs : 25 000 Arbitrage : Stefan Johannesson |

| 18 février 2010 | Hambourg SV | 1 – 0   | PSV Eindhoven | HSH Nordbank Arena, Hambourg                       |                                                    |
| 18 h 00 HEC     | Jansen      | (1 – 0) |               | Spectateurs : 35 672 Arbitrage : Claudio Circhetta | Spectateurs : 35 672 Arbitrage : Claudio Circhetta |
| 18 h 00 HEC     | Rapport     |         |               | Spectateurs : 35 672 Arbitrage : Claudio Circhetta | Spectateurs : 35 672 Arbitrage : Claudio Circhetta |

| 25 février 2010 | PSV Eindhoven                                    | 3 – 2   | Hambourg SV                                    | Philips Stadion, Eindhoven                 |                                            |
| 18 h 00 HEC     | Toivonen 2e · Dzsudzsák 43e 57e · Koevermans 90e | (2 – 0) | Petric 46e · Demel 74e · Trochowski 79e (pen.) | Spectateurs : 30 500 Arbitrage : Mike Dean | Spectateurs : 30 500 Arbitrage : Mike Dean |
| 18 h 00 HEC     | Rapport                                          |         |                                                | Spectateurs : 30 500 Arbitrage : Mike Dean | Spectateurs : 30 500 Arbitrage : Mike Dean |

## Huitièmes de finale
Les rencontres auront lieu les 11 et 18 mars 2010.
| Club             | Aller | Total | Retour | Club                   |
| ---------------- | ----- | ----- | ------ | ---------------------- |
| Hambourg SV      | 3-1   | 6-5   | 3-4    | RSC Anderlecht         |
| Roubine Kazan    | 1-1   | 2-3   | 1-2ap  | VfL Wolfsburg          |
| Atlético Madrid  | 0-0   | E2-2  | 2-2    | Sporting Portugal      |
| Benfica Lisbonne | 1-1   | 3-2   | 2-1    | Olympique de Marseille |
| Panathinaïkos    | 1-3   | 1-4   | 0-1    | Standard de Liège      |
| Lille OSC        | 1-0   | 1-3   | 0-3    | Liverpool              |
| Juventus         | 3-1   | 4-5   | 1-4    | Fulham                 |
| Valence CF       | 1-1   | E5-5  | 4-4    | Werder Brême           |

| 11 mars 2010 | Hambourg SV                                      | 3 – 1   | RSC Anderlecht | HSH Nordbank Arena, Hambourg                     |                                                  |
| 19 h 00 HEC  | Mathijsen 23e · van Nistelrooy 40e · Jarolím 76e | (2 – 0) | Legear 45e     | Spectateurs : 34 921 Arbitrage : Laurent Duhamel | Spectateurs : 34 921 Arbitrage : Laurent Duhamel |
| 19 h 00 HEC  | Rapport                                          |         |                | Spectateurs : 34 921 Arbitrage : Laurent Duhamel | Spectateurs : 34 921 Arbitrage : Laurent Duhamel |

| 18 mars 2010 | RSC Anderlecht                                                | 4 – 3   | Hambourg SV                           | Stade Constant Vanden Stock, Anderlecht      |                                              |
| 21 h 05 HEC  | Lukaku 44e · Suarez 45+3e (pen.) · Biglia 59e · Boussoufa 66e | (2 - 1) | Boateng 42e · Jansen 54e · Petric 75e | Spectateurs : 21 000 Arbitrage : Terje Hauge | Spectateurs : 21 000 Arbitrage : Terje Hauge |
| 21 h 05 HEC  | Rapport                                                       |         |                                       | Spectateurs : 21 000 Arbitrage : Terje Hauge | Spectateurs : 21 000 Arbitrage : Terje Hauge |

| 11 mars 2010 | Roubine Kazan | 1 – 1   | VfL Wolfsburg | Stade central, Kazan                           |                                                |
| 19 h 00 HEC  | Noboa 29e     | (1 – 0) | Misimović 67e | Spectateurs : 16 700 Arbitrage : Pedro Proença | Spectateurs : 16 700 Arbitrage : Pedro Proença |
| 19 h 00 HEC  | Rapport       |         |               | Spectateurs : 16 700 Arbitrage : Pedro Proença | Spectateurs : 16 700 Arbitrage : Pedro Proença |

| 18 mars 2010 | VfL Wolfsburg              | 2 – 1 ap | Roubine Kazan                | Volkswagen-Arena, Wolfsbourg                    |                                                 |
| 21 h 05 HEC  | Martins 58e · Gentner 119e | (0 – 1)  | Kasaev 21e · Navas 25e, 109e | Spectateurs : 15 412 Arbitrage : Jonas Eriksson | Spectateurs : 15 412 Arbitrage : Jonas Eriksson |
| 21 h 05 HEC  | Rapport                    |          |                              | Spectateurs : 15 412 Arbitrage : Jonas Eriksson | Spectateurs : 15 412 Arbitrage : Jonas Eriksson |

| 11 mars 2010 | Atlético Madrid | 0 – 0 | Sporting Portugal         | Stade Vicente Calderón, Madrid               |                                              |
| 19 h 00 HEC  |                 |       | Grimi 9e, 31e · Tonel 89e | Spectateurs : 42 000 Arbitrage : Pieter Vink | Spectateurs : 42 000 Arbitrage : Pieter Vink |
| 19 h 00 HEC  | Rapport         |       |                           | Spectateurs : 42 000 Arbitrage : Pieter Vink | Spectateurs : 42 000 Arbitrage : Pieter Vink |

| 18 mars 2010 | Sporting Portugal         | 2 – 2   | Atlético Madrid | Estádio José Alvalade, Lisbonne               |                                               |
| 21 h 05 HEC  | Liédson 19e · Polga 45+1e | (2 – 2) | Agüero 3e 33e   | Spectateurs : 41 919 Arbitrage : Knut Kircher | Spectateurs : 41 919 Arbitrage : Knut Kircher |
| 21 h 05 HEC  | Rapport                   |         |                 | Spectateurs : 41 919 Arbitrage : Knut Kircher | Spectateurs : 41 919 Arbitrage : Knut Kircher |

| 11 mars 2010 | Benfica Lisbonne | 1 – 1   | Olympique de Marseille | Estádio da Luz, Lisbonne                     |                                              |
| 21 h 05 HEC  | Pereira 76e      | (0 – 0) | Ben Arfa 90e           | Spectateurs : 46 635 Arbitrage : Felix Brych | Spectateurs : 46 635 Arbitrage : Felix Brych |
| 21 h 05 HEC  | Rapport          |         |                        | Spectateurs : 46 635 Arbitrage : Felix Brych | Spectateurs : 46 635 Arbitrage : Felix Brych |

| 18 mars 2010 | Olympique de Marseille     | 1 – 2   | Benfica Lisbonne           | Stade Vélodrome, Marseille                     |                                                |
| 19 h 00 HEC  | Niang 70e · Ben Arfa 90+3e | (0 – 0) | Pereira 75e · Kardec 90+1e | Spectateurs : 40 000 Arbitrage : Damir Skomina | Spectateurs : 40 000 Arbitrage : Damir Skomina |
| 19 h 00 HEC  | Rapport                    |         |                            | Spectateurs : 40 000 Arbitrage : Damir Skomina | Spectateurs : 40 000 Arbitrage : Damir Skomina |

| 11 mars 2010 | Panathinaïkos                 | 1 – 3   | Standard de Liège                          | Stade olympique, Athènes                       |                                                |
| 21 h 05 HEC  | Výntra 48e · Simão 61e, 90+4e | (0 – 2) | Witsel 8e · Jovanovic 16e · De Camargo 74e | Spectateurs : 55 000 Arbitrage : Craig Thomson | Spectateurs : 55 000 Arbitrage : Craig Thomson |
| 21 h 05 HEC  | Rapport                       |         |                                            | Spectateurs : 55 000 Arbitrage : Craig Thomson | Spectateurs : 55 000 Arbitrage : Craig Thomson |

| 18 mars 2010 | Standard de Liège | 1 – 0   | Panathinaïkos | Stade de Sclessin, Liège                         |                                                  |
| 19 h 00 HEC  | Mbokani 45+2e     | (1 – 0) |               | Spectateurs : 29 000 Arbitrage : Gianluca Rocchi | Spectateurs : 29 000 Arbitrage : Gianluca Rocchi |
| 19 h 00 HEC  | Rapport           |         |               | Spectateurs : 29 000 Arbitrage : Gianluca Rocchi | Spectateurs : 29 000 Arbitrage : Gianluca Rocchi |

| 11 mars 2010 | Lille OSC  | 1 – 0   | Liverpool | Stadium Nord Lille Métropole, Villeneuve-d'Ascq  |                                                  |
| 19 h 00 HEC  | Hazard 84e | (0 – 0) |           | Spectateurs : 17 931 Arbitrage : Claus Bo Larsen | Spectateurs : 17 931 Arbitrage : Claus Bo Larsen |
| 19 h 00 HEC  | Rapport    |         |           | Spectateurs : 17 931 Arbitrage : Claus Bo Larsen | Spectateurs : 17 931 Arbitrage : Claus Bo Larsen |

| 18 mars 2010 | Liverpool                          | 3 – 0   | Lille OSC | Anfield, Liverpool                              |                                                 |
| 21 h 05 HEC  | Gerrard 9e (pen.) · Torres 49e 89e | (1 – 0) |           | Spectateurs : 38 139 Arbitrage : Nicola Rizzoli | Spectateurs : 38 139 Arbitrage : Nicola Rizzoli |
| 21 h 05 HEC  | Rapport                            |         |           | Spectateurs : 38 139 Arbitrage : Nicola Rizzoli | Spectateurs : 38 139 Arbitrage : Nicola Rizzoli |

| 11 mars 2010 | Juventus                                       | 3 – 1   | Fulham    | Stadio olimpico, Turin                         |                                                |
| 21 h 05 HEC  | Legrottaglie 9e · Zebina 25e · Trezeguet 45+3e | (3 – 1) | Etuhu 36e | Spectateurs : 11 406 Arbitrage : Florian Meyer | Spectateurs : 11 406 Arbitrage : Florian Meyer |
| 21 h 05 HEC  | Rapport                                        |         |           | Spectateurs : 11 406 Arbitrage : Florian Meyer | Spectateurs : 11 406 Arbitrage : Florian Meyer |

| 18 mars 2010 | Fulham                                        | 4 – 1   | Juventus                                    | Craven Cottage, Londres                        |                                                |
| 19 h 00 HEC  | Zamora 9e · Gera 39e 48e (pen.) · Dempsey 82e | (2 – 1) | Trezeguet 2e · Cannavaro 26e · Zebina 90+1e | Spectateurs : 23 458 Arbitrage : Björn Kuipers | Spectateurs : 23 458 Arbitrage : Björn Kuipers |
| 19 h 00 HEC  | Rapport                                       |         |                                             | Spectateurs : 23 458 Arbitrage : Björn Kuipers | Spectateurs : 23 458 Arbitrage : Björn Kuipers |

| 11 mars 2010 | Valence CF            | 1 – 1   | Werder Brême      | Estadio de Mestalla, Valence                     |                                                  |
| 21 h 05 HEC  | Banega 55e · Mata 57e | (0 – 1) | Frings 24e (pen.) | Spectateurs : 35 000 Arbitrage : Martin Atkinson | Spectateurs : 35 000 Arbitrage : Martin Atkinson |
| 21 h 05 HEC  | Rapport               |         |                   | Spectateurs : 35 000 Arbitrage : Martin Atkinson | Spectateurs : 35 000 Arbitrage : Martin Atkinson |

| 18 mars 2010 | Werder Brême                                              | 4 – 4   | Valence CF                    | Weserstadion, Brême                         |                                             |
| 19 h 00 HEC  | Almeida 26e · Frings 57e (pen.) · Marin 62e · Pizarro 84e | (1 – 3) | Villa 3e, 45e, 66e · Mata 15e | Spectateurs : 24 200 Arbitrage : Kevin Blom | Spectateurs : 24 200 Arbitrage : Kevin Blom |
| 19 h 00 HEC  | Rapport                                                   |         |                               | Spectateurs : 24 200 Arbitrage : Kevin Blom | Spectateurs : 24 200 Arbitrage : Kevin Blom |

## Quarts de finale
| Club             | Aller | Total | Retour | Club              |
| ---------------- | ----- | ----- | ------ | ----------------- |
| Fulham           | 2-1   | 3-1   | 1-0    | VfL Wolfsburg     |
| Hambourg SV      | 2-1   | 5-2   | 3-1    | Standard de Liège |
| Valence CF       | 2-2   | 2-2E  | 0-0    | Atlético Madrid   |
| Benfica Lisbonne | 2-1   | 3-5   | 1-4    | Liverpool         |

| 1er avril 2010 | Fulham                | 2 - 1   | VfL Wolfsburg | Craven Cottage, Londres                        |                                                |
| 21 h 05 HEC    | Zamora 59e · Duff 63e | (0 - 0) | Madlung 89e   | Spectateurs : 22 307 Arbitrage : Damir Skomina | Spectateurs : 22 307 Arbitrage : Damir Skomina |
| 21 h 05 HEC    | Rapport               |         |               | Spectateurs : 22 307 Arbitrage : Damir Skomina | Spectateurs : 22 307 Arbitrage : Damir Skomina |

| 8 avril 2010 | VfL Wolfsburg | 0 - 1   | Fulham     | Volkswagen-Arena, Wolfsbourg                   |                                                |
| 21 h 05 HEC  |               | (0 - 1) | Zamora 1re | Spectateurs : 24 843 Arbitrage : Viktor Kassai | Spectateurs : 24 843 Arbitrage : Viktor Kassai |
| 21 h 05 HEC  | Rapport       |         |            | Spectateurs : 24 843 Arbitrage : Viktor Kassai | Spectateurs : 24 843 Arbitrage : Viktor Kassai |

| 1er avril 2010 | Hambourg SV                 | 2 - 1   | Standard de Liège | HSH Nordbank Arena, Hambourg                     |                                                  |
| 21 h 05 HEC    | Petric · van Nistelrooy 45e | (2 - 1) | Mbokani 31e       | Spectateurs : 50 000 Arbitrage : Martin Atkinson | Spectateurs : 50 000 Arbitrage : Martin Atkinson |
| 21 h 05 HEC    | Rapport                     |         |                   | Spectateurs : 50 000 Arbitrage : Martin Atkinson | Spectateurs : 50 000 Arbitrage : Martin Atkinson |

| 8 avril 2010 | Standard de Liège | 1 - 3   | Hambourg SV                     | Stade de Sclessin, Liège                       |                                                |
| 21 h 05 HEC  | De Camargo 33e    | (1 - 2) | Petric 20e 35e · Guerrero 90+4e | Spectateurs : 27 000 Arbitrage : Pedro Proença | Spectateurs : 27 000 Arbitrage : Pedro Proença |
| 21 h 05 HEC  | Rapport           |         |                                 | Spectateurs : 27 000 Arbitrage : Pedro Proença | Spectateurs : 27 000 Arbitrage : Pedro Proença |

| 1er avril 2010 | Valence CF                | 2 - 2   | Atlético Madrid        | Estadio de Mestalla, Valence                   |                                                |
| 21 h 05 HEC    | Fernandes 66e · Villa 82e | (0 - 0) | Forlán 59e · López 72e | Spectateurs : 50 000 Arbitrage : Craig Thomson | Spectateurs : 50 000 Arbitrage : Craig Thomson |
| 21 h 05 HEC    | Rapport                   |         |                        | Spectateurs : 50 000 Arbitrage : Craig Thomson | Spectateurs : 50 000 Arbitrage : Craig Thomson |

| 8 avril 2010 | Atlético Madrid | 0 - 0 | Valence CF | Stade Vicente Calderón, Madrid                 |                                                |
| 21 h 05 HEC  |                 |       |            | Spectateurs : 50 000 Arbitrage : Florian Meyer | Spectateurs : 50 000 Arbitrage : Florian Meyer |
| 21 h 05 HEC  | Rapport         |       |            | Spectateurs : 50 000 Arbitrage : Florian Meyer | Spectateurs : 50 000 Arbitrage : Florian Meyer |

| 1er avril 2010 | Benfica Lisbonne | 2 - 1   | Liverpool            | Estádio da Luz, Lisbonne                        |                                                 |
| 21 h 05 HEC    | Cardozo ,        | (0 - 1) | Agger 9e · Babel 30e | Spectateurs : 62 629 Arbitrage : Jonas Eriksson | Spectateurs : 62 629 Arbitrage : Jonas Eriksson |
| 21 h 05 HEC    | Rapport          |         |                      | Spectateurs : 62 629 Arbitrage : Jonas Eriksson | Spectateurs : 62 629 Arbitrage : Jonas Eriksson |

| 8 avril 2010 | Liverpool                             | 4 - 1   | Benfica Lisbonne | Anfield, Liverpool                             |                                                |
| 21 h 05 HEC  | Kuyt 27e · Lucas 34e · Torres 59e 82e | (2 - 0) | Cardozo 70e      | Spectateurs : 42 377 Arbitrage : Björn Kuipers | Spectateurs : 42 377 Arbitrage : Björn Kuipers |
| 21 h 05 HEC  | Rapport                               |         |                  | Spectateurs : 42 377 Arbitrage : Björn Kuipers | Spectateurs : 42 377 Arbitrage : Björn Kuipers |

## Demi-finales
| Club            | Aller | Total | Retour | Club      |
| --------------- | ----- | ----- | ------ | --------- |
| Hambourg SV     | 0-0   | 1-2   | 1-2    | Fulham    |
| Atlético Madrid | 1-0   | E2-2  | 1-2ap  | Liverpool |

| 22 avril 2010 | Hambourg SV | 0 - 0   | Fulham | HSH Nordbank Arena, Hambourg                     |                                                  |
| 21 h 05 HEC   |             | (0 - 0) |        | Spectateurs : 49 000 Arbitrage : Claus Bo Larsen | Spectateurs : 49 000 Arbitrage : Claus Bo Larsen |
| 21 h 05 HEC   | Rapport     |         |        | Spectateurs : 49 000 Arbitrage : Claus Bo Larsen | Spectateurs : 49 000 Arbitrage : Claus Bo Larsen |

| 29 avril 2010 | Fulham                | 2 - 1   | Hambourg SV | Craven Cottage, Londres                       |                                               |
| 21 h 05 HEC   | Davies 69e · Gera 76e | (0 - 1) | Petric 22e  | Spectateurs : 25 700 Arbitrage : Cüneyt Çakır | Spectateurs : 25 700 Arbitrage : Cüneyt Çakır |
| 21 h 05 HEC   | Rapport               |         |             | Spectateurs : 25 700 Arbitrage : Cüneyt Çakır | Spectateurs : 25 700 Arbitrage : Cüneyt Çakır |

| 22 avril 2010 | Atlético Madrid | 1 - 0   | Liverpool | Stade Vicente Calderón, Madrid                   |                                                  |
| 21 h 05 HEC   | Forlán 9e       | (1 - 0) |           | Spectateurs : 52 000 Arbitrage : Laurent Duhamel | Spectateurs : 52 000 Arbitrage : Laurent Duhamel |
| 21 h 05 HEC   | Rapport         |         |           | Spectateurs : 52 000 Arbitrage : Laurent Duhamel | Spectateurs : 52 000 Arbitrage : Laurent Duhamel |

| 29 avril 2010 | Liverpool                   | 2 - 1 ap | Atlético Madrid | Anfield, Liverpool                           |                                              |
| 21 h 05 HEC   | Aquilani 44e · Benayoun 95e | (1 - 0)  | Forlán 102e     | Spectateurs : 42 040 Arbitrage : Terje Hauge | Spectateurs : 42 040 Arbitrage : Terje Hauge |
| 21 h 05 HEC   | Rapport                     |          |                 | Spectateurs : 42 040 Arbitrage : Terje Hauge | Spectateurs : 42 040 Arbitrage : Terje Hauge |

## Finale
| 12 mai 2010 | Atlético Madrid | 2 - 1 a.p. | Fulham     | Volksparkstadion, Hambourg |                            |
| 20h45 CEST  | Forlán 32e 116e | (1 - 1)    | 37e Davies | Arbitrage : Nicola Rizzoli | Arbitrage : Nicola Rizzoli |
| 20h45 CEST  | Rapport         |            |            | Arbitrage : Nicola Rizzoli | Arbitrage : Nicola Rizzoli |